# Blacqueville
Blacqueville – miejscowość i gmina we Francji, w regionie Normandia, w departamencie Sekwana Nadmorska.
Według danych na rok 1990 gminę zamieszkiwało 529 osób, a gęstość zaludnienia wynosiła 53 osoby/km² (wśród 1421 gmin Górnej Normandii Blacqueville plasuje się na 434. miejscu pod względem liczby ludności, natomiast pod względem powierzchni na miejscu 351.).